# Chimarra duckworthi
Chimarra duckworthi är en nattsländeart som beskrevs av Oliver S. Flint Jr. 1967. Chimarra duckworthi ingår i släktet Chimarra och familjen stengömmenattsländor. Inga underarter finns listade i Catalogue of Life.